# Pyramica minuscula
Pyramica minuscula är en myrart som först beskrevs av Kempf 1962.  Pyramica minuscula ingår i släktet Pyramica och familjen myror. Inga underarter finns listade i Catalogue of Life.